# Enrique González Álvarez
Enrique González Álvarez (Unión Soviética, 1942 - Santurce, 16 de mayo de 2008) fue un político comunista del País Vasco (España). Fue coordinador general de Izquierda Unida-Ezker Batua (IU-EB) entre 1991 y 1995.
Enrique González nació en Kokan, un poblado de la República Socialista Soviética de Uzbekistán, entonces parte de la Unión Soviética. Su familia se encontraba exiliada allí, al ser su padre un dirigente comunista asturiano. A los quince años volvió a España, donde estudió ingeniería técnica. Se afincó en Vizcaya. 
Afiliado al Partido Comunista, participó, junto con Tomás Tueros, en la fundación de Comisiones Obreras en el País Vasco tras la muerte de Franco. Posteriormente pasó a Guipúzcoa, trabajando en una empresa de Aizarnazábal. Fue nombrado secretario general del Partido Comunista de Euskadi (PCE-EPK) en 1986 y coordinador general de Ezker Batua en 1991. En la IV asamblea de esta formación (diciembre de 1995) resultó derrotado ante Javier Madrazo, que pasó a ejercer la coordinación general. Posteriormente fue concejal en Santurce, a donde volvió tras jubilarse.
Murió de cáncer a los 66 años, dejando mujer y dos hijos.